# Athyrium silvicola
Athyrium silvicola är en majbräkenväxtart som beskrevs av Tag. Athyrium silvicola ingår i släktet Athyrium och familjen Athyriaceae. Inga underarter finns listade.